# Peter Urban (műsorvezető)
Peter Urban (Bramsche, 1948. április 14. –) német műsorvezető, zenész és riporter.

## Életrajz
Osnabrückben és Quakenbrückben járt iskolába, majd a hamburgi egyetemen tanult. 
1974 és 2013 között a Norddeutscher Rundfunk (NDR) munkatársa volt.
Házas, két gyermeke van.

## Műsorai
- Nachtclub és Nightlounge (2003-tól)
- NDR 2 Soundcheck Neue Musik[4] 2016-ig, majd NDR 2 Soundcheck – Die Peter Urban Show
- Eurovíziós Dalfesztivál, az ARD kommentátora 1997-től 2023-ig (2009 kivételével)

## Diszkográfia
- Götz George liest Charles Bukowski (1978), közreműködő Götz George

## Publikációk
- Rollende Worte, die Poesie des Rock – Von der Straßenballade zum Pop-Song (német nyelven). Frankfurt: Fischer-Taschenbuch-Verlag (1979) ISBN 3-596-23603-7